# Linderiella occidentalis
Linderiella occidentalis är en kräftdjursart som först beskrevs av Dodds 1923.  Linderiella occidentalis ingår i släktet Linderiella och familjen Chirocephalidae. IUCN kategoriserar arten globalt som nära hotad. Inga underarter finns listade i Catalogue of Life.